# اسلیت اسپرینگز، میسیسیپی
اسلیت اسپرینگز (به انگلیسی: Slate Springs) روستایی در ایالت میسیسیپی کشور ایالات متحده آمریکا است که جمعیت آن در سرشماری سال ۲۰۱۰ میلادی، ۱۱۰
نفر بوده‌است.